# Princ od Pretorije
Princ od Pretorije (afrikaans: Die Prince van Pretoria) južnoafrički je film iz 1993. godine.

## Uloge
- Philip Moolman kao Jon Brown
- Illse Roos kao Amanda du Toit
- Bill Flynn kao Dolf Beukes
- Sandra Prinsloo kao Cordelia de la Rey van Rensburg
- Soli Philander kao Van Schalkwyk
- Franz Gräbe kao Brook
- Robin Smith kao Cragge
- Eghard van der Hoven kao Prof. Scholtz
- Flakie Lakie kao Poppie
- Eric Nobbs kao Jacobus van Rensburg
- James Borthwick kao Tommy Prinsloo
- Christine Basson kao Landlady
- Sandra Kotze kao gđa. du Toit
- Glendon McGregor kao Glendon
- Kerneels Coertzen kao Louw
- Ivan Dean kao Van Wyk
- Dehan Liebenberg kao Wynand Jansen
- Ronelle Kriel kao Ronel Viviers
- Henrietta Gryffenberg kao Suzanne du Plooy
- André Verster kao Jacques Malan
- Tilana Hanekom kao gđa. Malan
- Danny Mbusi kao Chauffeur
- Mimi Coertse kao Mimi Coeterse (glumila samu sebe)
- Nataniël kao Nataniël (glumi samog sebe)

## Vanjske poveznice
- Princ od Pretorije u internetskoj bazi filmova IMDb-u (engl.)